# Taylor Barnard
Taylor Barnard, né le 1er juin 2004 à Norwich (Royaume-Uni), est un pilote automobile britannique. 
Il est soutenu par Nico Rosberg, champion du monde de Formule 1 2016,.

## Biographie

### Débuts en monoplace

#### Du karting à la Formule 4
Né à Norwich, Barnard commence le karting en 2012 au Trent Valley Kart Club. De là, il s'oriente vers le championnat national Super 1, où il reste jusqu'à sa victoire en 2017. De plus, Barnard remporte le Grand Prix britannique Kartmasters à deux reprises, ainsi que la série LGM dans la catégorie IAME Cadet. Barnard fait ensuite ses débuts en monoplace en 2020 en participant à trois manches du championnat italien de Formule 4 avec AKM Motorsport, où il marque deux points lors de la manche de Monza. Pour la saison 2021, il rejoint l'équipe de Nico Rosberg, BWR Motorsport, pour disputer le championnat d'Allemagne de Formule 4. Cependant, après trois manches, bien que Barnard décroche une quatrième place, son équipe se voit contrainte de manquer deux manches. Elle ne revient que pour la manche finale. Barnard se classe dix-septième du championnat avec 17 points.
Barnard reste en Formule 4 l'année suivante, et rejoint la nouvelle équipe PHM Racing aux côtés de Nikita Bedrin et Jonas Ried. Il commence l'année en participant au championnat F4 UAE en janvier, remportant sa première victoire et celle de son équipe en sport automobile sur le circuit de Yas Marina,. Le reste de sa saison est cependant marquée par de nombreux problèmes de fiabilité, qui affectent ses résultats. Barnard termine neuvième au classement général avec 80 points.

#### Saison 2022 réussie en Formule 4

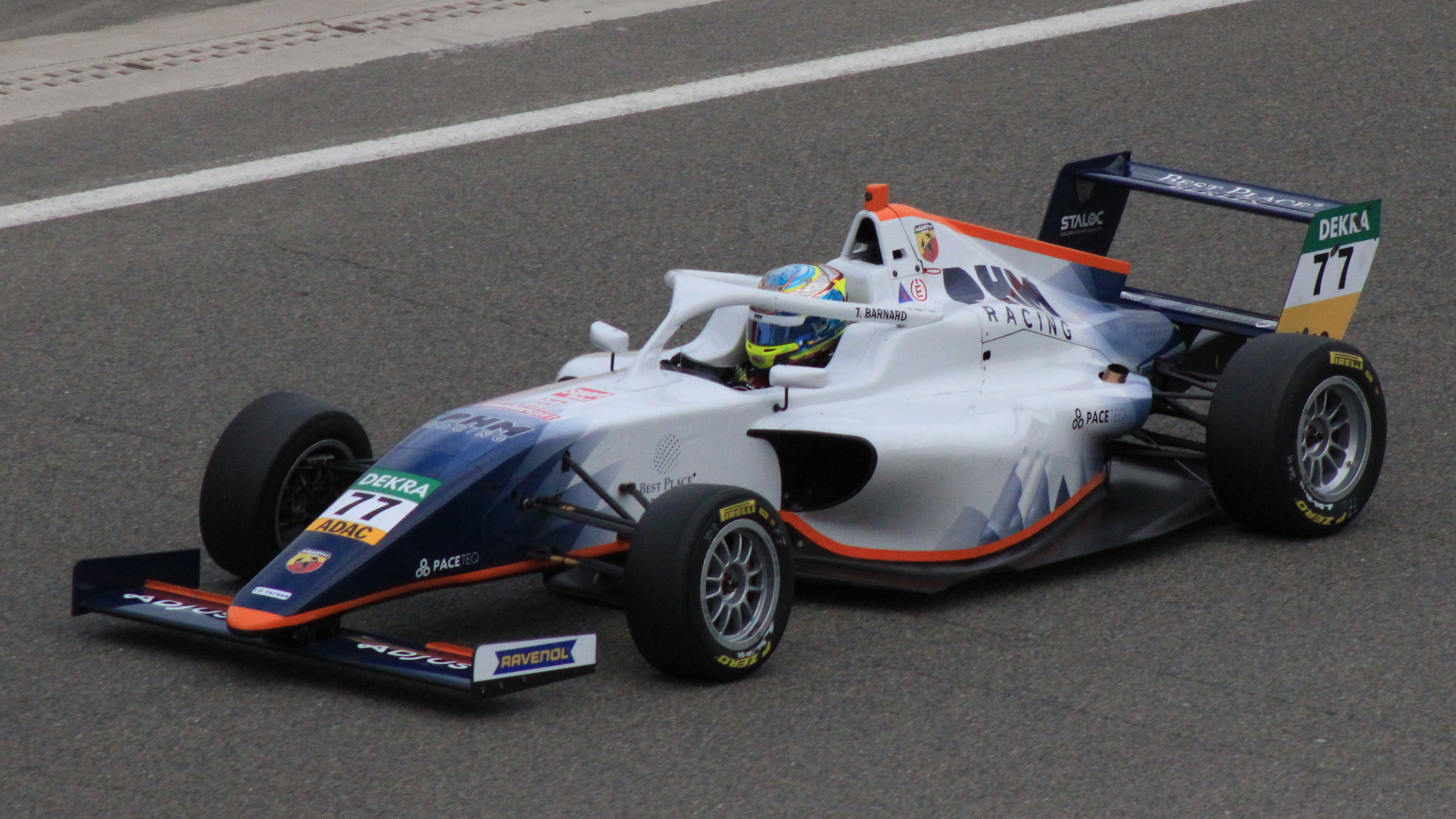
Taylor Barnard en Formule 4 allemande en 2022 à Spa-Francorchamps.

Toujours avec PHM Racing, Barnard s'engage dans le championnat d'Italie de Formule 4 et à nouveau dans le championnat allemand de Formule 4,. Dans le premier, Barnard décroche un podium sur le circuit de Vallelunga et termine huitième du classement général. Dans le second, sa campagne s'avère plus réussie. Ayant démarré avec deux sixièmes places et une collision avec son coéquipier Ried à Spa-Francorchamps, le Britannique connait un week-end plus positif à Hockenheim, en montant sur deux podiums. Après avoir terminé dans les points à Zandvoort, la manche du Nürburgring est un tournant dans la saison du Britannique. Après avoir remporté sa première victoire de la saison dans la première course, en raison d'une pénalité de cinq secondes infligée au leader Andrea Kimi Antonelli pour départ anticipé, Barnard repousse son rival italien dans la deuxième course, remportant une autre victoire,. Avec l'absence d'Antonelli lors de l'avant-dernière manche du Lausitzring, Barnard capitalise en remportant deux courses et terminant deuxième de la première course du week-end. Au cours de ce même week-end, lui et son coéquipier Nikita Bedrin se font remarquer pour leurs nombreuses batailles en piste,. Il ne parvient cependant pas ne parvient pas à remporter le titre, en dépit de nouveaux podiums lors de la finale de la saison, dont une victoire. Le Britannique termine deuxième du championnat,.

### Formule Régionale au Moyen-Orient
Durant l'hiver 2023, Barnard participe au Formule Régionale Moyen-Orient toujours avec PHM Racing. Il décroche deux podiums lors de la manche d'ouverture du Dubai Autodrome, il remporte sa première victoire lors de la manche suivante sur le Kuwait Motor Town en profitant d'une disqualification du vainqueur initial Joshua Dufek alors qu'il avait initialement terminé deuxième, puis une deuxième lors de la manche suivante sur le même circuit. Il décroche par la suite trois autres podiums lors de la quatrième manche disputée de nouveau à Dubai. En arrivant à Yas Marina, Barnard est encore en mesure de décrocher le titre mais il termine les deux premières courses loin des points et ne terminant que quatrième de la dernière course. Il termine vice-champion derrière l'Italien Andrea Kimi Antonelli.

### Formule 3 FIA

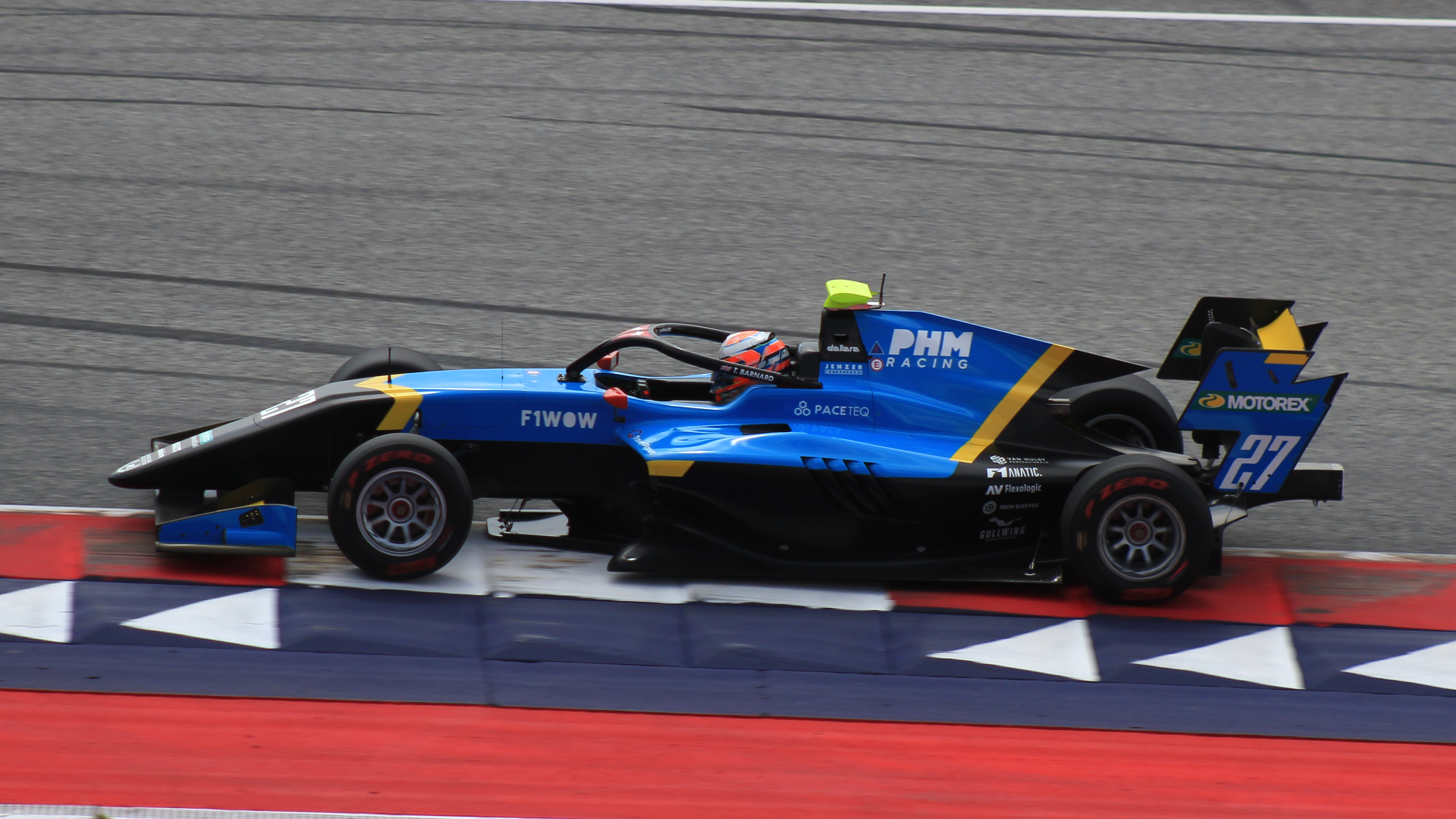
Taylor Barnard en Formule 3 FIA en 2023 à Spielberg.

Fin septembre 2022, Barnard participe aux tests d'après-saison de la Formule 3 FIA avec l'écurie suisse Jenzer Motorsport, aux côtés de Bedrin et du pilote d'Euroformula Open Alex García (en) durant trois jours. L'écurie suisse le confirme officiellement le 31 janvier 2023. Barnard marque ses premiers points lors de la course principale de la manche de l'Albert Park démarrent ainsi une série de cinq arrivées dans les points qui se poursuit jusqu'à Barcelone. Lors de cette même manche, il se qualifie pour la première fois de la saison sur la première ligne. 
Vers la fin de la saison, il décroche son premier podium lors de la course sprint en terminant deuxième puis le lendemain, il remporte sa première victoire lors de la course principale après un long duel face à Christian Mansell lors d'une course disputée dans des conditions difficiles. Il décroche son troisième podium de la saison lors de la dernière course principale à Monza en terminant troisième après avoir terminé quatrième de la course sprint, disputée la veille. Il se classe dixième du championnat avec 72 points. En septembre 2023, Barnard est l'un des quatre nommés pour le Aston Martin Autosport BRDC Award aux côtés d'Arvid Lindblad, de Callum Voisin et de Joseph Loake.

### Formule 2
Le 6 février 2024, PHM AIX Racing annonce la titularisation de Barnard en Formule 2 pour la saison 2024 aux côtés de Joshua Dürksen. Lors de la course sprint d'Imola, il franchit la ligne à la septième position mais est disqualifié de la course pour non respect du règlement technique. L'Anglais remporte sa première victoire lors de la course sprint de Monaco, devant Gabriel Bortoleto et Dennis Hauger. Il termine à nouveau dans les points à Spielberg avec une sixième et une huitième position. En août, PHM AIX Racing annonce que Bernard est remplacé par Niels Koolen. Il se classe vingt-et-unième du championnat avec 18 points.

## Résultats en compétition automobile
| Saison | Championnat                                      | Écurie            | Courses | Victoires | Pole positions | Meilleurs tours | Podiums | Points | Classement |
| ------ | ------------------------------------------------ | ----------------- | ------- | --------- | -------------- | --------------- | ------- | ------ | ---------- |
| 2020   | Championnat d'Italie de Formule 4                | AKM Motorsport    | 8       | 0         | 0              | 0               | 0       | 2      | 26e        |
| 2021   | Championnat d'Allemagne de Formule 4             | BWR Motorsport    | 12      | 0         | 0              | 0               | 0       | 17     | 17e        |
| 2021   | Drexler Automotive Formula 4 Cup                 | BWR Motorsport    | 2       | 0         | 0              | 1               | 1       | 28     | 5e         |
| 2022   | Championnat des Émirats arabes unis de Formule 4 | PHM Racing        | 20      | 1         | 0              | 0               | 1       | 80     | 9e         |
| 2022   | Championnat d'Italie de Formule 4                | PHM Racing        | 20      | 0         | 0              | 0               | 1       | 103    | 8e         |
| 2022   | Championnat d'Allemagne de Formule 4             | PHM Racing        | 18      | 5         | 3              | 3               | 10      | 266    | 2e         |
| 2023   | Formule Régionale Moyen-Orient                   | PHM Racing        | 15      | 2         | 0              | 3               | 7       | 154    | 2e         |
| 2023   | Formule 3 FIA                                    | Jenzer Motorsport | 18      | 1         | 0              | 0               | 3       | 72     | 10e        |
| 2024   | Formule Régionale Moyen-Orient                   | PHM AIX Racing    | 15      | 5         | 4              | 1               | 6       | 176    | 2e         |
| 2024   | Formule 2                                        | PHM AIX Racing    | 20      | 1         | 0              | 0               | 1       | 18     | 21e        |

## Résultats en Championnat du monde de Formule E
| Saison    | Écurie                      | Moteur            | Courses | Victoires | Podiums | Pôle positions | Meilleurs tours | Dans les points | Points | Pos |
| --------- | --------------------------- | ----------------- | ------- | --------- | ------- | -------------- | --------------- | --------------- | ------ | --- |
| 2024-2025 | Neom McLaren Formula E Team | Nissan e-4ORCE 05 | 4       | 0         | 3       | 1              | 0               | 5               | 51     | 2e  |